# Montfort-l'Amaury
Montfort-l'Amaury là một xã trong vùng hành chính Île-de-France, thuộc tỉnh Yvelines, quận Rambouillet, tổng Montfort-l'Amaury. Tọa độ địa lý của xã là 48° 46' vĩ độ bắc, 01° 48' kinh độ đông.

## Nhân vật nổi tiếng
- Victor Hugo
- Georges Bizet
- Maurice Ravel
- Jean Anouilh
- Florent Pagny
- Johnny Hallyday
- Charles Aznavour

## Địa điểm tham quan
- Di tích tường thành từ thế kỉ thứ 11.
- Di tích lâu đài từ thế kỉ thứ 12 với tháp "Anne de Bretagne"
- Nhà thờ Saint-Pierre từ thế kỉ thứ 11.
- Château de Groussay.